# OGLE-TR-122
OGLE-TR-122 — двойная звезда в созвездии Киля, содержащая одну из самых маленьких (из известных) звёзд главной последовательности с непосредственно измеренным радиусом.
Система была открыта в 2005 году в рамках проекта OGLE (англ. Optical Gravitational Lense Experiment — Оптический гравитационно-линзовый эксперимент). Звёзды обращаются вокруг центра масс примерно за 7,3 суток.
Первый компонент системы OGLE-TR-122 A по физическим характеристикам похож на Солнце.
Радиус второго компонента, красного карлика, обозначаемого OGLE-TR-122 B, равен 0,12 солнечных, что примерно на 16 % больше Юпитера. Масса звезды равна 0,09 солнечных (в ~100 раз больше массы Юпитера). Средняя плотность звезды превышает солнечную более чем в 50 раз.
Масса OGLE-TR-122 B вплотную приближается к нижнему пределу массы звёзды (0,07—0,08 масс Солнца), при котором в её недрах могут протекать термоядерные реакции превращения легкого изотопа водорода в гелий. Хотя существующие теоретические модели предсказывают, что размеры самых лёгких звёзд должны приближаться к размерам газовых гигантов (то есть планет), обнаружение OGLE-TR-122b стало первым наблюдательным подтверждением теории.